# Meg Griffin
Megatron Griffin detta Meg è una dei componenti della famiglia Griffin e una dei protagonisti della serie televisiva di cartoni animati creata da Seth MacFarlane I Griffin.
Nella versione italiana il personaggio viene doppiato da Maura Cenciarelli, mentre in quella originale da Lacey Chabert nella prima stagione e Mila Kunis in quelle seguenti.

## Biografia
Meg ha 18 anni, frequenta le superiori ed è in leggero sovrappeso, nella maggior parte delle situazioni indossa un paio di grandi occhiali, dei pantaloni blu e un berretto fucsia che non si toglie quasi mai; in alcune puntate, per la verità, la si vede senza berretto, ma in alcuni episodi sono state inserite più gag riguardanti ciò che potrebbe trovarsi sotto il berretto della ragazza.
Adolescente solitaria, riservata e con pochissimi amici, è considerata bruttissima da alcune persone, compresi i suoi familiari (con l'eccezione di Brian e Stewie), tanto che vive con la costante idea di volersi fare una liposuzione per ottenere un fisico più snello: non manca occasione, infatti, che non chieda a sua madre di pagargliene una. Nel futuro alternativo tracciato in La storia segreta di Stewie Griffin si scopre che Meg ha cambiato sesso e che ha preso il nome di Ron. Nel corso del film, tuttavia, molte cose destinate ad accadere nell'ipotetico futuro saranno cancellate: questo lascia supporre che il "vero" futuro sarà molto diverso da quello mostrato per tutti i personaggi della serie.
Nel corso della settima stagione Meg diviene atea, dopo che Brian la convince che, se Dio esistesse, non l'avrebbe messa in una famiglia di persone che la stuzzicano.
Sembra che in alcune circostanze abbia provato a suicidarsi: nell'episodio Brian è un cattivo padre Peter chiede a Lois se i polsi si devono tagliare in verticale o in orizzontale ed è la figlia, da un'altra stanza, che gli risponde; in un'altra puntata, quando Peter finisce di raccontare le sue storie a Stewie prima di dormire, va di camera in camera e dà la buonanotte ai figli, ma alla camera di Meg, dopo aver dato la buonanotte e aver chiuso la porta senza accorgersi di nulla, la telecamera si sposta e le si vedono penzolare i piedi come se si fosse impiccata, salvo poi riapparire nell'episodio successivo.

### Rapporti in famiglia e a scuola
Suo padre Peter spesso non ricorda il suo nome né il suo volto, anche se in più di un'occasione dimostra che le vuole molto bene e le dà anche dei consigli su come affrontare la vita. Nel corso dell'episodio Non svegliare il can che dorme, durante una breve gag si viene a conoscenza del fatto che il padre di Meg non sarebbe Peter, bensì un certo Stan Thompson, mai apparso nella serie; Brian, tuttavia, fa notare la somiglianza con Peter e smentisce così tale ipotesi. In un altro episodio si scopre che Lois, ubriaca insieme a Peter, si scordò di prendere la pillola dopo un rapporto con il marito: essendo troppo tardi per abortire, i due accolsero la nascita di Meg.
In molte occasioni Peter gioca degli orribili scherzi a Meg o le dimostra scarso affetto, poca attenzione, o addirittura il suo disprezzo più profondo.
Nell'episodio Alla ricerca di Rupert Peter sostiene di comportarsi in maniera tanto spregevole con Meg solo per apparenza, mentre in segreto la considererebbe un'amica per la pelle: questo lascia intendere una possibile riconciliazione tra i due.
I due sembrano vicini a costruire un vero rapporto nell'episodio Meg puzza! dove Peter accompagna, malvolentieri, sua figlia per una visita a un potenziale college. Peter scopre che Meg lo conosce meglio di quanto pensasse; inoltre, le confessa che non è soddisfatto della sua vita perché non ha mai raggiunto grandi traguardi, specialmente a causa del fatto che, essendo Lois incinta di Meg, fu obbligato a rinunciare alle sue ambizioni per avere più stabilità. Meg pensa quindi che sia quella la radice dell'astio che prova per lei, ma Peter la contraddice dicendole che non potrebbe mai odiarla: Meg, allora, rinuncia alla visita al college per fare baldoria con suo padre, facendosi trascinare nelle sue avventure folli e sconsiderate. I due diventano così amici, ma con il disappunto di Lois, la quale teme che sua figlia prenda pessime scelte perché, a suo dire, non esiste un determinato limite alla follia di Peter. Meg, alla fine, dà ragione a sua madre e quindi, capendo che per essere amica di suo padre dovrebbe farsi trascinare per sempre dalla sua sconsideratezza (prezzo che lei non vuole pagare), decide di "chiudere" con lui, lasciando intendere che Meg non potrà mai andare d'accordo con suo padre.
In La sorella di Peter Meg scopre che suo padre ha una sorella maggiore di nome Karen e che suo padre è stato vittima di bullismo da parte sua, comprendendo che la ragione del comportamento ostile nei confronti della figlia è costituita dal trauma mai superato che le prepotenze della sorella causarono. Peter decide allora di affrontare Karen in un incontro di wrestling per ottenere la sua rivalsa, ma Karen lo sottomette: viene poi salvato da Meg, che mette la zia K.O. ed evita che suo padre subisca un'ulteriore umiliazione. In questo modo, Meg fa capire al padre che a prescindere dal modo in cui la tratta gli vorrà sempre bene. I due poi si abbracciano.
Spesso, la famiglia stessa non riesce ad accettare la ragazza. Il suo rapporto con gli altri componenti della famiglia è spesso conflittuale (soprattutto con l'imbranato fratello Chris, che come il padre spesso le gioca scherzi crudeli e si beffa di lei anche pubblicamente). A differenza di Peter, Chris non sembra odiare così tanto Meg, e sebbene si abbia talvolta l'impressione che tra i due ci sia una sorta di rivalità, Chris e Meg si rispettano vicendevolmente.
L'unica che la capisce e che prova affetto per Meg è sua madre Lois, anche se a volte pure lei non rinuncia a stuzzicarla o a palesare un totale disinteresse nei suoi confronti, arrivando persino ad umiliarla come Peter.
Anche Stewie non perde occasione per punzecchiare la sorella, suggerendole a volte il suicidio e facendole presente come nella casa lei non sia per niente considerata e come per giunta abbia carenza di spasimanti ed amici, anche se più volte, soprattutto nelle ultime stagioni, dimostra un certo affetto nei confronti della sorella. 
Oltre che in famiglia, Meg è vittima di pesanti scherzi e battute sul suo aspetto fisico anche a scuola, dove viene emarginata da tutti i ragazzi che contano ed è pure perseguitata da Connie D'Amico, la ragazza più popolare della scuola, e dalla sua comitiva. Meg vorrebbe far parte dei ragazzi più popolari del suo liceo ed essere amica di Connie, tant'è che spesso le fa dei favori non richiesti pur di ingraziarsela, ma per tutta risposta Connie e i suoi amici la disprezzano, umiliandola quasi sempre e giocandole numerosi scherzi - anche molto crudeli.
Il poco conto che Meg ha all'interno della famiglia è poi riscontrabile anche nelle puntate speciali, in cui ricopre sempre ruoli marginali: ad esempio, nei sei episodi-parodia di Guerre stellari, mentre tutti i personaggi ricoprono ruoli importanti, Meg appare solo in poche scene e sempre sotto forma di mostro. 
La situazione di disgusto da parte di familiari e coetanei nei confronti della ragazza è risaputa anche tra i vicini di casa Griffin. Se ne riscontra una prova nell'episodio in cui Lois deve salvare Joe Swanson, che sta per precipitare da un tubo nelle fogne:
Lois: Joe, non ce la faccio... 

Joe: Pensa che sia uno dei tuoi figli a cadere! 

(Lois sta per lasciarlo cadere) 

Joe: NON MEG, NON MEG!
Nell'episodio Quindici minuti di vergogna, i Griffin partecipano ad una specie di Grande Fratello. Anche qui Meg viene presto sostituita da una avvenente ragazza bionda poiché risulta essere il personaggio più odiato dai telespettatori: per una volta, però, la famiglia si schiererà contro la casa di produzione e pretenderà che ritorni la vera Meg.
L'unica persona che sembra rispettare e provare affetto nei confronti della povera Meg è il cane Brian: infatti, non lo si vede spesso stuzzicarla. In un episodio Brian accompagna Meg al ballo della scuola e la difende dalla prepotente Connie D'Amico: da quel momento Meg s'innamora di Brian e diventa ossessiva nei suoi confronti, ma si dimentica presto di lui quando Quagmire le spiega che la sua è solo una sbandata adolescenziale. Nell'episodio Dial Meg for Murderer Brian la classifica nella rivista Teen People come una ragazza molto più dolce e sensibile delle altre ragazze statunitensi: questo può significare che Brian prova per lei un sincero sentimento di affetto ricambiato, ma niente di più. Nonostante ciò, a volte persino Brian tratta male Meg: ad esempio, in alcune circostanze la zittisce in maniera sgarbata. 
Anche se non lo si dà a vedere, Meg ha in realtà un carattere aggressivo come quello del padre. In un episodio, ad esempio, Peter denuncia Meg per diffamazione, facendola finire in prigione. Dentro il carcere, il carattere e il comportamento di Meg cambiano drasticamente: uscita di prigione, diventa infatti estremamente aggressiva. Ritornata a scuola i compagni non perderanno l'occasione per umiliarla nuovamente, ma lei stavolta li pesterà ad uno ad uno, e i ragazzi, terrorizzati, le porteranno d'ora in poi rispetto.
Nell'episodio Psichedelik, approfittando del fatto che l'intera famiglia è bloccata a casa per colpa di un uragano, dopo l'ennesimo abuso Meg s'infuria e finalmente fa notare alla sua famiglia quanto la trattino male senza motivo. Resisi conto dei loro errori, sia Lois sia Peter si mettono a piangere, ma dopo essere rimasta da sola con Brian, colpito dalla forza con la quale la giovane ha sopportato simili angherie, Meg capisce che tutte le cattiverie a cui è sottoposta sono dovute al fatto che tutti i membri della sua famiglia hanno bisogno di qualcuno su cui scaricare le proprie frustrazioni, e se ciò scomparisse, probabilmente la famiglia si sfalderebbe. Meg, allora, decide di sacrificarsi e, per tenere la sua famiglia unita e felice, torna a lasciarsi seviziare, perciò tutto torna alla normalità.
Nell'episodio Quagmire e Meg della decima stagione, Meg compie diciotto anni e diventa ufficialmente una donna. Questo attira all'istante Quagmire, il quale vuole subito iniziare una relazione con lei per poi consumare un rapporto sessuale. Ciò causa le ire di tutti i famigliari di Meg, i quali per la prima volta mostrano un senso di protezione verso la giovane, ritenendo inaccettabile che Meg diventi l'obiettivo di un maniaco sessuale.
Nell'episodio speciale E alla fine si incontrarono, nel quale i Griffin incontrano i Simpson, Meg stringe amicizia con Lisa Simpson, la quale cerca di scoprire quale sia il suo talento. In tale circostanza, dopo alcuni tentativi, si scopre che Meg è capace di suonare il sassofono con straordinaria maestria.

### Vita sociale
In molti episodi, Meg viene corteggiata spudoratamente da un ragazzo che frequenta la sua stessa scuola, di nome Neil Goldman (rappresentato dallo stereotipo di un nerd), figlio del farmacista Mort Goldman, il quale cerca di costringere Meg a sposarlo (anche con subdoli giochetti), il tutto inutilmente, dato il suo aspetto decisamente poco affascinante. In seguito avrà diverse relazioni, prima con un ragazzo figlio di una famiglia di nudisti (episodio La follia del teatro), con un evaso che tenterà di nascondere finendo a sua volta in carcere, e poi col sindaco Adam West nell'episodio Nuovi talenti. Assieme alla madre Lois, Meg riesce a dimostrare di poter trasformarsi anche in una ragazza stupenda e sexy: avrà la sua rivincita solo nell'episodio della quarta stagione Il brutto anatroccolo dove, partecipando ad un programma, diventa bella e inizia la carriera di famosa cantante, per poi tornare a fine episodio quella di sempre, decisa a non stravolgere se stessa. Comunque nella stragrande maggioranza degli episodi ha una vita sociale pressoché nulla.